# Nils Rosenius
Nils Rosenius war ein schwedischer Eiskunstläufer, der im Paarlauf startete.
An der Seite von Valborg Lindahl gewann er bei der Weltmeisterschaft 1909 im heimischen Stockholm die Silbermedaille im Paarlauf hinter den Briten Phyllis Johnson und James H. Johnson und vor seinen schwedischen Landsleuten Gertrud Ström und Richard Johansson.

## Ergebnisse

### Paarlauf
(mit Valborg Lindahl)
| Wettbewerb / Jahr   | 1909 |
| ------------------- | ---- |
| Weltmeisterschaften | 2.   |

| Personendaten    | Personendaten               |
| ---------------- | --------------------------- |
| NAME             | Rosenius, Nils              |
| KURZBESCHREIBUNG | schwedischer Eiskunstläufer |
| GEBURTSDATUM     | 19. Jahrhundert             |
| STERBEDATUM      | 20. Jahrhundert             |